# 天神町 (福島市)
天神町（てんじんちょう）は、福島県福島市の町名。丁番を持たない単独町名である。郵便番号は960-8001。

## 地理
市の本庁所管にあたる中央東地域に属し、JR福島駅東口市街地の北側に位置する。東西は福島市道中町御山町線から福島県道3号福島飯坂線、福島市道天神町森合町2号線にかけての約330m、南北は福島市道宮下町曾根田町線から福島市道森合町8号線にかけての約440mの長方形の範囲を町域とする。北で森合町、東で宮下町、南東で万世町、南で陣場町、西で曽根田町と隣接する。上町に所在する 福島警察署及び町内に所在する福島消防署のそれぞれ管轄にあたる。町名の由来は域内に建立されている曽根田天満宮より。町内は住宅地が広がっている。

## 歴史
1940年代に従来の大字曽根田を廃し、地番呼称変更が行われ設置された。1964年に住居表示が実施され現在に至る。

## 世帯数と人口
2021年（令和3年）10月31日現在の世帯数と人口は以下の通りである。
| 町丁   | 世帯数  | 人口  |
| ------ | ------- | ----- |
| 天神町 | 382世帯 | 738人 |

## 小・中学校の学区
市立小・中学校に通う場合、学区は以下の通りとなる。
| 番地 | 小学校                 | 中学校                 |
| ---- | ---------------------- | ---------------------- |
| 全域 | 福島市立福島第四小学校 | 福島市立福島第四中学校 |

## 交通

### 鉄道
- 域内に鉄道施設は無く、西隣の曽根田町に所在する福島交通飯坂線曽根田駅が最寄である。

### 道路
- 国道13号信夫通り
- 福島県道3号福島飯坂線
- 福島市道30号曾根田三本木線

### バス
福島交通路線バス
- 福島四小前
  - イオン福島店行 / 信夫山循環13号線先回り / 福島北警察署経由五月乙女団地行（1番ポール）
  - 福島駅東口行 / 福島駅東口経由大原綜合病院行（2番ポール）

## 施設
- 福島市立福島第四小学校
- 福島消防署
- 曽根田天満宮